# گمینا روژوینگتسا
گمینا روژوینگتسا (به لهستانی:  Gmina Roźwienica) یک گمینا در لهستان است که در شهرستان یاروسواف واقع شده‌است. گمینا روژوینگتسا ۷۰٫۶۹ کیلومتر مربع مساحت و ۶٬۲۱۵ نفر جمعیت دارد.